# Décaborane
Le décaborane, ou décaborane(14), est un hydrure de bore de formule chimique B10H14. Il s'agit d'un solide blanc cristallisé volatil et toxique à l'odeur puissante, amère et nauséeuse, évoquant le chocolat, très caractéristique. C'est l'un des principaux boranes, aussi bien comme précurseur des autres boranes que comme référence pour leur structure.

## Propriétés et structure
Comme des composés organiques tels que le naphtalène C10H8 et l'anthracène C14H10, le décaborane peut être sublimé sous vide à température modérée. La sublimation est la principale méthode de purification du décaborane. Ce composé est très inflammable et, comme les autres boranes, sa combustion donne une flamme lumineuse de couleur verte. Il n'est pas sensible à l'humidité de l'air mais s'hydrolyse dans l'eau bouillante en libérant de l'hydrogène H2 et en donnant une solution d'acide borique B(OH)3. Il est soluble dans l'eau froide ainsi que dans un grand nombre de solvants apolaires ou modérément polaires.
L'ossature B10 du décaborane ressemble à un octadécaèdre incomplet. Chaque atome de bore est lié à un ligand hydrure radial, tandis que quatre atomes de bore situés près de la partie ouverte de la molécule sont liés à des ligands hydrure supplémentaires. Cette structure est caractérisée comme nido.

## Préparation et réactions
On produit généralement le décaborane par pyrolyse de boranes inférieurs, comme le diborane B2H6 et le pentaborane B5H9, qui donnent du décaborane avec libération d'hydrogène H2. À l'échelle du laboratoire, le tétrahydruroborate de sodium NaBH4 est traité au trifluorure de bore BF3 pour donner du NaB11H14, lequel libère du borane BH3 et de l'hydrogène H2 lorsqu'il est traité à l'acide.
Le décaborane réagit avec les bases de Lewis (L) comme l'acétonitrile CH3CN et le sulfure de diméthyle (CH3)2S pour former des dérivés de formule générique B10H12·2L.
B10H14 + 2 L → B10H12L2 + H2.
Ces espèces sont identifiées comme clusters arachno et réagissent avec l'acétylène C2H2 pour donner le closo ortho-carborane :
B10H12·2L + C2H2 → C2B10H12 + 2 L + H2.
C'est un acide de Brønsted faible. La monodéprotonation donne l'anion [B10H13]−, qui présente également une structure nido.

## Applications
Le décaborane n'a pas d'application notable bien qu'il ait fait l'objet de nombreuses recherches. Le fait qu'il se décompose à l'état plasma en donnant des ions de bore monoatomiques fait du décaborane un combustible possible pour la fusion aneutronique, et le rend envisageable pour l'implantation ionique à basse énergie lors de la fabrication de matériaux semiconducteurs. Il a également été étudié pour application en dépôt chimique en phase vapeur assisté par plasma afin de produire des couches minces contenant du bore. Dans le cadre des recherches sur la fusion nucléaire, le fait que le bore absorbe les neutrons a conduit à utiliser des couches minces riches en bore sur les parois des tokamaks afin de réduire la quantité d'impuretés dans le plasma et d'améliorer les performances globales du dispositif.
Le décaborane a également été développé comme additif à certains propergols haute performance. Des dérivés de décaborane ont également été étudiés, comme l'éthyl-décaborane. Un ergol breveté contient un copolymère vinyl-décaborane-polyester. Le vinyl-décaborane (« dékène ») est obtenu en faisant réagir du décaborane avec de l'acétylène.
Le décaborane est un réactif efficace permettant de réaliser l'amination réductrice des cétones et des aldéhydes.

## Risques
Moins toxique que le pentaborane B5H9, le décaborane reste une toxine puissante affectant le système nerveux central. Il peut être absorbé par la peau. Il forme des mélanges explosifs avec le tétrachlorométhane CCl4, à l'origine d'une explosion survenue en 1948 dans une usine près de New-York.